# 叶音
株式会社叶音（かのん、英: Kanon Co. Ltd.）は、日本の音響制作会社。日本音声製作者連盟正会員。

## 歴史
2010年、avexで営業を務めた熊谷拓登がXEBECで制作進行、テレビ東京メディアネットで製作、グロービジョンでサポートを経て設立。

## 音響制作・録音・演出作品

### テレビアニメ
2011年
- べるぜバブ（音響制作）

2012年
- 獣旋バトル モンスーノ（音響制作）

2013年
- ガイストクラッシャー（音響制作）

2014年
- お姉ちゃんが来た（音響演出）
- ブレイドアンドソウル（音響演出）
- 大図書館の羊飼い（音響演出）

2015年
- モンスター娘のいる日常（音響演出・制作）製作

2016年
- 蒼の彼方のフォーリズム（音響演出・制作）製作
- ハイスクール・フリート（音響演出）
- 不機嫌なモノノケ庵（音響演出・制作）製作
- スカーレッドライダーゼクス（音響演出・制作）製作
- ろんぐらいだぁす!（音響演出）

2017年
- 喧嘩番長 乙女（音響演出）
- sin 七つの大罪（録音監督・音響制作）製作
- リルリルフェアリル〜魔法の鏡〜（音響制作）製作
- ひとりじめマイヒーロー（音響演出・制作）製作
- セントールの悩み（音響演出・制作）製作

2018年
- メルヘン・メドヘン（音響演出・制作）製作
- 七つの美徳（音響演出・制作）
- あっくんとカノジョ（音響制作）
- ISLAND（音響演出）
- 百錬の覇王と聖約の戦乙女（音響演出）
- おしえて魔法のペンデュラム～リルリルフェアリル～（音響制作）製作
- あかねさす少女（音響演出）
- 閃乱カグラ SHINOVI MASTER -東京妖魔篇-（音響演出・制作）

2019年
- なんでここに先生が!?（音響演出・制作）
- 戦×恋（音響演出）

2020年
- ぼくのとなりに暗黒破壊神がいます。（音響演出）
- 球詠（音響演出・制作）
- くまクマ熊ベアー（音響制作）製作
- 無能なナナ（音響制作）製作

2021年
- 精霊幻想記（音響制作）

2022年
- 不徳のギルド（音響制作）

### 劇場アニメ
2020年
- 劇場版ハイスクール・フリート（音響演出）

### OVA
- 堀さんと宮村くん

## 関連人物
- 森下広人